# Phyllodes consobrina
Phyllodes consobrina är en fjärilsart som beskrevs av John Obadiah Westwood 1848. Phyllodes consobrina ingår i släktet Phyllodes och familjen nattflyn. Inga underarter finns listade i Catalogue of Life.